# Liebster Gott, wenn werd ich sterben?
Liebster Gott, wenn werd ich sterben? (Dieu bien-aimé, quand vais-je mourir ?)  (BWV 8), est une cantate religieuse de Johann Sebastian Bach composée à Leipzig en 1724.

## Histoire et livret
La cantate a été composée à l'occasion du seizième dimanche après la Trinité et jouée le 24 septembre 1724 pour la première fois. Pour cette destination liturgique, trois autres cantates ont franchi le seuil de la postérité : les BWV 27, 95 et 161. Le texte est basé sur un choral homonyme de Caspar Neumann pour les mouvements 1 et 6 et sur des textes d'auteur inconnu pour le reste.
Les lectures prescrites pour le dimanche étaient Eph. 3:13–21, Paul priant pour la consolidation de la foi dans la congrégation d'Éphèse et Luc 7:11–17, l'élévation d'entre les morts du jeune homme de Nain.

## Structure et instrumentation
La cantate est écrite pour cor, flûte piccolo ou traversière, deux hautbois d'amour, deux violons, alto et basse continue, quatre voix solistes (soprano, alto, ténor, basse) et chœur à quatre voix. 
Il y a six mouvements en mi majeur, sauf indication contraire.
1. chœur (S, A, T, B) : Liebster Gott, wenn werd ich sterben?
2. aria (ténor) : Was willst du dich, mein Geist, entsetzen (do dièse mineur).
3. récitatif (alto] : Zwar fühlt mein schwaches Herz
4. aria (basse) : Doch weichet, ihr tollen, vergeblichen Sorgen! (la majeur)
5. récitatif (soprano) : Behalte nur, o Welt, das Meine!
6. choral (S, A, T, B) : Herrscher über Tod und Leben

Il existe une version alternative en ré majeur de cette cantate, qu'on croit être de 1746. Plusieurs changements mineurs à l'instrumentation ont été apportés. Dans le premier mouvement par exemple, les deux parties de hautbois sont données à des violons concertants et dans l'aria de basse, le hautbois d'amour est utilisé colla parte avec la flûte. C'est la première version (celle de 1724) qui est généralement retenue par les interprètes.

## Appréciations
Romain Rolland a décrit comme suit le mouvement initial de cette cantate : « Cette autre musique aux mains brûlantes, aux yeux fermés, souriant d'un sourire las, le cœur gonflé de soupirs, rêvant de la mort qui délivre : - le premier chœur de la cantate de J.-S. Bach 'Cher Dieu, quand mourrai-je ?'. Il faisait bon s'enfoncer dans les moelleuses phrases qui se déroulent avec de lentes ondulations, le bourdonnement des cloches lointaines et voilées... Mourir, se fondre dans la paix de la terre !...'Und dann selber Erde werden', Et puis soi-même devenir terre. » Ce mouvement évoquait pour Philipp Spitta des sons de cloches et des parfums de fleurs. Selon Klaus Hofmann, « la partie chorale s'insère dans la partie instrumentale de manière songeuse, pensive, presque rêveuse. »